# Place Duchesse-Anne
La place Duchesse-Anne, est une place de Nantes en France.

## Situation et accès
Située dans le Centre-ville de Nantes, la place Duchesse-Anne, qui est de forme rectangulaire, se trouve sur le côté nord du cours John-Kennedy, à l'est du château des ducs de Bretagne et en contrebas de l'extrémité sud du cours Saint-Pierre (auquel on accède par un escalier monumental agrémenté du monument aux morts de la guerre de 1870), dont elle est séparée par la rue Prémion qui la longe au nord. Elle est bordée à l'est par la rue Henri-IV, et est également desservie par la rue de Richebourg sur le côté est et par l'allée Commandant-Charcot à l'angle sud-est.

## Origine du nom
Elle honore la duchesse Anne de Bretagne à la suite de la cession d’une partie des douves du château dans lequel elle était née.

## Historique
La place est tout d'abord baptisée « place Cincinnatus », avant de prendre son nom actuel en 1846.
Avant les comblements de la Loire, dans les années 1930 et 1940, le canal Saint-Félix bordait le côté sud de la place faisant face au « pont de la Rotonde » qui permettait de franchir le fleuve pour rejoindre l'Avenue Carnot et qui est occupé aujourd'hui par un pont homonyme enjambant la voie ferrée. Entre 1929 et 1933, les travaux de percement du tunnel Saint-Félix passant sous la place, mais également sous les cours Saint-Pierre et Saint-André, et permettant de dévier le cours de l'Erdre, vers le canal Saint-Félix, sont effectués.

### Le groupe desBaigneuses
En 1913, à la suite d'une décision de la municipalité Gabriel Guist'hau et à l’occasion de l’exposition d’horticulture qui fut organisée dans la ville, on installa au centre du bassin qui existait déjà en lieu et place d'un marché aux légumes, un groupe statuaire dit « des baigneuses », ou « naïades », œuvre du sculpteur Fernand David (1872-1926), représentant trois jeunes femmes nues et un enfant reposant sur tortue tenant un crabe dans sa main (« L'enfant aux crabes »), prévu à l’origine pour orner la « place Lafayette » (actuelle place Aristide-Briand). En 1929, afin de permettre la mise en œuvre du chantier du tunnel Saint-Félix (devant passer sous la place et les cours Saint-Pierre et Saint-André) qui devait détourner le cours de l’Erdre, la fontaine fut démontée. On lui chercha alors un emplacement : les jardins de l’Hôtel-Dieu, le cours Saint-Pierre, la place de la mairie de Chantenay, le Champ de Mars, le square de la place Édouard-Normand (à l'emplacement de l'actuel temple protestant), enfin la place Lafayette (sa destination initiale). Aucun de ces emplacements n'est retenu. Le remontage de la fontaine est remis à plus tard, et l'ouvrage est déposé dans les douves du château, et reste à cet endroit de longues années. On ignore depuis ce que les statues sont devenues, seul le bassin a été remonté dans le jardin d'enfants du parc de Procé pour en faire une pataugeoire (47° 13′ 20″ N, 1° 34′ 53″ O), tandis que le bras de « l'enfant au crabes » serait dans les réserves du musée du château des Ducs.

### La place de nos jours
Depuis l'essentiel de la place est devenue un parking payant dont l'utilité a été renforcée par l'inauguration de la ligne 1 de tramway avec la création de la station « Duchesse Anne - Château des Ducs de Bretagne » sur le côté sud de la place en 1985, puis de la ligne 4 du Busway en 2006. La partie nord, située légèrement en surplomb par rapport au reste de la place et longée par la rue Prémion, est occupée par un espace de terre battue sur lequel les boulistes viennent s'adonner à leur sport favori.

### Projet de réaménagement
Un projet de restructuration de la place est actuellement en cours d'élaboration et vise à supprimer le parking afin de rendre à cet espace son caractère initial de lieu de promenade.

## Bâtiments remarquables et lieux de mémoire
- Les jardins situés dans les douves du château des Ducs qui longent le côté ouest légèrement en contrebas.
- Le monument aux morts de 1870 situé le long de la rue Prémion, au nord.
- L'hôtel de la Duchesse-Anne situé le long de la rue Henri-IV, à l'est.